# Cacatua degollada
La cacatua degollada (Cacatua tenuirostris) és una espècie d'ocell de la família dels cacatuids (Cacatuidae) que habita zones amb arbres d'Austràlia sud-oriental, al sud-oest de Nova Gal·les del Sud, Victòria i sud-est d'Austràlia Meridional.